# Nieuwveen (Nootdorp)
De heerlijkheid Nieuwveen (ook wel Nieuweveen en Gravenveen genoemd) bij Nootdorp is rond het jaar 1329 door de Graaf van Holland gecreëerd. Alleen de lage heerlijke rechten werden overgedragen. De hoge rechten bleven in handen van de Graaf van Holland en diens wettelijke nakomelingen.
Het doel van deze creatie was gelegen om een ordentelijk, wereldlijk bestuur te krijgen in het veenrijke gebied ten oosten van Den Haag. Nadat de turfwinning in Haagambacht (onder andere in de Haagse wijk Bezuidenhout) voor een belangrijk deel was geklaard, ging de grafelijke regering op zoek naar andere gebieden. Een van deze nieuwe gebieden was, zoals de naam zegt, Nieuwveen.
Al voor 1300 moeten zich veenturvers hebben genesteld in de buurt van de Noitdorpse wech, vermoedelijk de huidige Veenweg, die een dermate grote kolonie vormden, dat het een priester rechtvaardigde voor de broodnodige zielzorg. In 1303 wordt gesproken over een priester te Noetdorp, in verband met een juridische kwestie, doch hij hoeft niet noodzakelijk de eerste te zijn.

## Oppervlakte
De totale oppervlakte van de heerlijkheid bedroeg 280 morgen (circa 230 hectare) en bestond vanaf de oprichting uit de polders: Hondertmorgen, Oost- en Westnegentigmorgen. Het gebied bestond rond 1300 uit braakliggend waterrijk land met enige natuurlijk begroeiing. Toen de eerste kolonisten er kwamen werd het noodzakelijk een weg aan te leggen, niet zozeer voor afvoer van de gewonnen turf, dat geschiedde immers over water, maar eerder om droge benen te houden bij regenval. Langs de weg door het moerassige gebied werden de eerste houten huizen gebouwd.
In de Enqueste over Hollant ende Vrieslant anno 1494 lezen we dat te Nieuwveen 5 of 6 houten huizen stonden. In de twintig jaar daarna is dit aantal gegroeid tot 25, waarbij wordt aangetekend dat de huizen in 1514 voornamelijk gemaakt waren van elzenhout. Bovendien waren ze minder waard, kleiner en slechter van kwaliteit. Wanneer we per huis gemiddeld vier bewoners rekenen, komen we aan een voorzichtige schatting van minimaal 100 inwoners te Nieuwveen.

## Baljuwboek
Duidelijk is dat een deugdelijk bestuur noodzakelijk was. In 1359 is een misdrijf bekend, waarbij Mouwerijn Heijnensz de bode van de rentmeester mishandelde. Baljuw Aernt van Dam legde hem een aanzienlijke boete op van 45 pond. Ter vergelijking: de wedde van deze baljuw bedroeg voor een jaar 20 pond. Aernt van Dam werd in 1369 opgevolgd door Foykin Willemsz (1369-1386).
De Haagse baljuw gaf vergunning om tegen betaling turf te delven. Voorts had hij het recht om te belastingen te innen en andere bestuurlijke zaken te regelen. Ook op het gebied van de rechtspraak bleef hij verantwoordelijk voor zware misdaden als halsmisdrijven. Het dagelijks bestuur van de heerlijkheid berustte bij de schout en gezworenen alsmede een secretaris. Zij regelden hoofdzakelijk openbare verkopen, transporten van onroerende goederen en waren belast met de rechtspraak in eenvoudige gevallen.

## Los van Den Haag
In 1494 bestond Den Haag uit: Die Haghe én Haagambacht, bestaande uit Scheveningen, Eikenduinen, Halfloosduinen en Nieuwveen. Nieuwveen zal tot 1795 onder het bestuur van Den Haag vallen. Bij de Bataafse Revolutie van 1795 werden de heerlijkheden afgeschaft.
Nieuwveen werd bij de gemeentelijke indeling in 1812 ingedeeld bij de gemeente Nootdorp. Op 1 april 1817 werd Nieuwveen een aparte gemeente. Op 1 januari 1833 werd deze afsplitsing ongedaan gemaakt en werd Nieuwveen weer toegevoegd aan Nootdorp.

## Ambachtsheren en vrouwen van Nieuwveen
- 1351 Jacob Gerytsoon (door koop; Willem van Duivenvoorde had het ambacht verbeurd)
- 1404 Jonkvrouw Caterine van Polanen (echtgenote van Willem)
- 1417 Jan van Montfoort (opdracht van Willem van Polanen)
- 1449 Heyndrick van Montfoort (zoon)
- 1461 Jan van Montfoort (zoon)
- 1481 Michiel van Bergen
- 1513 Heyndrick Jan Gerritszoon
- 1526 Jaspar Heyndricksz (zoon)
- 1531 Janneken Jasper Heyndricksz (dochter)
- 1575 Maria Claesdr (dochter)
- 1615 Ysbrant Jacobsz van der Bouchorst (echtgenoot van Maria Claesdr)
- 1643 Benjamin van Halewijn
- 1645 Maria van der Bouchorst
- 1648 Cornelis Musch, heer van Waalsdorp
- 1651 Maria Elisabeth Musch en haar twee zusters
- 1692 Abraham Pesijn
- 1699 Carel van den Boetselaar
- 1699 Isabella Jacoba Pompe
- 1700 Philips Jacob van den Boetselaar
- 1702 Carel van den Boetselaar
- 1708 Jacob Godefroy van den Boetselaar
- 1737 Jacob Philip van den Boetselaar
- 1781 Magdalena Anna Elisabeth van den Boetselaar (echtgenote van mr Dirk Bouwens, baljuw van Putten)
- 1794 Vincent Guillaume van den Hompesch
- .... Erven van den Hompesch